# Innenausschuss (Deutscher Bundestag)
Der Innenausschuss (im 20. Deutschen Bundestag: Ausschuss für Inneres und Heimat) ist ein ständiger Ausschuss des Deutschen Bundestages. Auch in den Landesparlamenten der deutschen Länder gibt es einen Innenausschuss, ebenso wie der Ausschuss für bürgerliche Freiheiten, Justiz und Inneres im Europaparlament besteht.

## Aufgaben
Der Innenausschuss belegt bei seinen Zuständigkeiten in besonderer Weise die Parallelität von Regierungs- und Parlamentsorganisation. So wie das Bundesministerium des Innern und für Heimat innerhalb der Bundesregierung sämtliche Angelegenheiten der Innenpolitik und der Bundesverwaltung wahrnimmt, die nicht ausdrücklich einem anderen Bundesministerium zugewiesen sind, kümmert sich der Innenausschuss innerhalb des Deutschen Bundestags ebenfalls um alle Aspekte der Innenpolitik und der Verwaltung des Bundes, für die kein anderer Bundestagsausschuss die Federführung hat.
Die Bandbreite der Zuständigkeiten umfasst danach im Wesentlichen folgende Themen:
- Ausländer- und Asylpolitik
- Aussiedlerfragen und nationale Minderheiten
- Informationsgesellschaft
- Innere Sicherheit, Extremismus-Bekämpfung und Schutz der Verfassung
- Öffentlicher Dienst
- Personenstandswesen und Namensrecht
- Politische Bildung
- Religionsgemeinschaften
- Staatsangehörigkeit
- Statistik/Meldewesen
- Vereins- und Versammlungsrecht
- Verfassungs- und Verwaltungsrecht
- Wahlen/Parteien
- Zivil- und Katastrophenschutz

Oft ist der Innenausschuss aber auch bei solchen Vorgängen mitberatend tätig, die von anderen Ausschüssen hauptsächlich betreut werden. Dies trifft z. B. besonders auf Gesetzesvorhaben zu, die im Rechtsausschuss beheimatet sind. Hier gibt es – etwa bei der Kriminalitäts- und Korruptionsbekämpfung – immer wieder Überschneidungen. Hierzu gibt der Innenausschuss seine Empfehlungen an den federführenden Ausschuss.
In seinen Sitzungen lässt sich der Innenausschuss regelmäßig vom Bundesinnenministerium über die Tagungen der Justiz- und Innenminister der Europäischen Union unterrichten. Ohnehin nehmen die Dokumente und Unterrichtungen der Europäischen Gremien immer größeren Raum in den Beratungen des Innenausschusses ein. Ergebnis der Erörterungen kann die Aufforderung an die Bundesregierung sein, den Standpunkt des Parlaments in den europäischen Entscheidungsprozess einzubringen. Anlass für eingehende Befassungen sind immer wieder die Berichte der Bundesregierung etwa zur Bundesstatistik, zur Tätigkeit des Bundesbeauftragten für den Datenschutz und die Informationsfreiheit, zur Behandlung der Stasi-Unterlagen, zur Beamtenversorgung, zur Arbeit des Verfassungsschutzes und nicht zuletzt zur Kriminalitätsentwicklung. Besonders gefordert ist der Innenausschuss bei aktuellen Ereignissen, die die Innere Sicherheit betreffen.

## Geschichte
Der Ausschuss wurde in der ersten Wahlperiode des Deutschen Bundestages als Ausschuss für Angelegenheiten der inneren Verwaltung eingerichtet. 1957 wurde er in Ausschuss für Inneres umbenannt und von 1965 bis 2017 trug er den Namen Innenausschuss. Seit der 19. Legislaturperiode lautet seine Bezeichnung Ausschuss für Inneres und Heimat.

## Mitglieder

### Mitglieder in der 21. Legislaturperiode
- CDU/CSU-Fraktion: Dr. Cornell-Anette Babendererde, Frederik Bouffier, David Gregosz, Heiko Hain, Marc Henrichmann, Florian Oest, Josef Oster, Sebastian Schmidt, Detlef Seif, Thomas Silberhorn (kommissarischer Vorsitzender), Dr. Katja Strauss-Köster, Christina Stumpp, Alexander Throm, Siegfried Walch
- AfD-Bundestagsfraktion:  Dr. Bernd Baumann, Dr. Gottfried Curio, Christopher Drößler, Jochen Haug, Martin Hess, Steffen Janich, Sascha Lensing, Markus Matzerath, Arne Raue, Dr. Christian Wirth
- SPD-Fraktion: Daniel Baldy, Prof. Dr. Lars Castellucci, Hakan Demir, Sebastian Fiedler, Helge Lindh, Rasha Nasr, Johannes Schätzl, Ingo Vogel
- Bündnis 90/Die Grünen-Fraktion: Lukas Benner, Marcel Emmerich, Schahina Gambir, Lamya Kaddor, Dr. Konstantin von Notz, Marlene Schönberger.
- Linksfraktion: Clara Bünger, Katrin Fey, Ferat Koçak, Jan Köstering

### Mitglieder in der 20. Legislaturperiode
- SPD-Fraktion: Daniel Baldy, Lars Castellucci (kommissarischer Vorsitzender), Hakan Demir, Sebastian Fiedler, Sebastian Hartmann, Simona Koß, Dunja Kreiser, Helge Lindh, Dorothee Martin, Ingo Schäfer, Peggy Schierenbeck, Carmen Wegge, Gülistan Yüksel
- CDU/CSU-Fraktion: Philipp Amthor, Michael Breilmann, Stefan Heck, Marc Henrichmann, Alexander Hoffmann, Silke Launert, Petra Nicolaisen, Moritz Oppelt, Josef Oster, Detlef Seif, Melis Sekmen (ab September 2024), Alexander Throm, Christoph de Vries, Mechthilde Wittmann
- Bundestagsfraktion Bündnis 90/Die Grünen: Leon Eckert, Marcel Emmerich, Katrin Göring-Eckardt, Lamya Kaddor, Misbah Khan, Konstantin von Notz, Julian Pahlke
- FDP-Fraktion: Sandra Bubendorfer-Licht, Manuel Höferlin, Ann-Veruschka Jurisch, Volker Redder, Linda Teuteberg, Stephan Tomae
- AfD-Bundestagsfraktion: Bernd Baumann, Gottfried Curio, Martin Hess, Steffen Janich, Christian Wirth
- Linksfraktion: Petra Pau, Martina Renner
- sowie als beratendes Mitglied der fraktionslose Abgeordnete Stefan Seidler[2]

### Mitglieder in der 19. Legislaturperiode
Im 19. Bundestag setzte sich der Ausschuss für Inneres und Heimat aus 46 Mitgliedern zusammen, davon 16 von der CDU/CSU, 10 von der SPD, 6 von der AfD, 5 von der FDP, 4 von der Linkspartei, 4 von Bündnis 90/Die Grünen sowie ein fraktionsloser Abgeordneter als beratendes Mitglied. Vorsitzende war Andrea Lindholz (CSU), ihr Stellvertreter ist Jochen Haug (AfD)
Die Mitglieder ohne ihre Stellvertreter waren:
- CDU/CSU-Bundestagsfraktion: Philipp Amthor, Christoph Bernstiel, Michael Brand, Marc Henrichmann, Hans-Jürgen Irmer, Michael Kuffer, Andrea Lindholz (Vorsitzende), Mathias Middelberg (Sprecher), Axel Müller, Petra Nicolaisen, Josef Oster, Armin Schuster (Obmann), Detlef Seif, Alexander Throm, Christoph de Vries, Marian Wendt
- SPD-Fraktion: Lars Castellucci, Uli Grötsch, Sebastian Hartmann, Thomas Hitschler, Elisabeth Kaiser, Sylvia Lehmann, Helge Lindh, Susanne Mittag, Mahmut Özdemir, Ute Vogt (Sprecherin)
- AfD-Bundestagsfraktion: Bernd Baumann, Gottfried Curio (Obmann, Sprecher), Jochen Haug (stellv. Vorsitzender), Martin Hess, Beatrix von Storch, Christian Wirth,
- FDP-Fraktion: Sandra Bubendorfer-Licht, Manuel Höferlin, Konstantin Kuhle (Sprecher), Benjamin Strasser (Obmann), Linda Teuteberg
- Linksfraktion: André Hahn, Ulla Jelpke (Obfrau), Petra Pau, Martina Renner
- Bundestagsfraktion Bündnis 90/Die Grünen: Luise Amtsberg, Irene Mihalic (Sprecherin), Konstantin von Notz, Filiz Polat (Obfrau)
- sowie als beratendes Mitglied der fraktionslose Abgeordnete Lars Herrmann

### Mitglieder in der 18. Legislaturperiode
Im 18. Bundestag setzte sich der Innenausschuss aus 37 Mitgliedern zusammen, davon 18 von der CDU/CSU, 11 von SPD, 4 von der Linkspartei und 4 von Bündnis 90/Die Grünen. Vorsitzender war Ansgar Heveling (CDU), sein Stellvertreter war Frank Tempel (Die Linke)
Die Mitglieder ohne ihre Stellvertreter waren:
- CDU/CSU-Bundestagsfraktion: Günter Baumann, Clemens Binninger, Wolfgang Bosbach, Helmut Brandt, Michael Frieser, Jörg Hellmuth, Ansgar Heveling (Vorsitzender), Andrea Lindholz, Stephan Mayer, Tim Ostermann, Anita Schäfer, Armin Schuster (Obmann), Erika Steinbach, Oswin Veith, Nina Warken, Marian Wendt, Barbara Woltmann, Heinrich Zertik
- SPD-Fraktion: Lars Castellucci, Gabriele Fograscher, Uli Grötsch, Wolfgang Gunkel, Sebastian Hartmann, Burkhard Lischka (Obmann), Susanne Mittag, Mahmut Özdemir, Gerold Reichenbach, Matthias Schmidt, Rüdiger Veit
- Linksfraktion: Ulla Jelpke (Obfrau), Jan Korte, Martina Renner, Frank Tempel
- Bundestagsfraktion Bündnis 90/Die Grünen: Luise Amtsberg, Volker Beck, Irene Mihalic (Obfrau), Konstantin von Notz

### Ausschussvorsitzende
- 1953–1961: Friedrich Maier (SPD)
- 1961–1969: Hermann Schmitt-Vockenhausen (SPD)
- 1969–1976: Friedrich Schäfer (SPD)
- 1976–1987: Axel Wernitz (SPD)
- 1987–1995: Hans Gottfried Bernrath (SPD)
- 1995–2000: Willfried Penner (SPD)
- 2000–2002: Ute Vogt (SPD)
- 2002–2005: Cornelie Sonntag-Wolgast (SPD)
- 2005–2009: Sebastian Edathy (SPD)
- 2009–2015: Wolfgang Bosbach (CDU)
- 2015–2018: Ansgar Heveling (CDU)
- 2018–2021: Andrea Lindholz (CSU)
- seit 2021: vakant (nominiert war Martin Hess (AfD), der in geheimer Wahl am 15. Dezember 2021 abgelehnt wurde)[5][6]

### Stellvertretende Ausschussvorsitzende
- 1953–1956: Alfred Gille (GB/BHE)
- 1956–1957: Hans Egon Engell (GB/BHE)
- 1957–1961: Walter Kühlthau (CDU)
- 1961–1965: Alois Zimmer (CDU)
- 1965–1969: Bert Even (CDU)
- 1969–1980: Ulrich Berger (CDU)
- 1980–1983: Günter Volmer (CDU)
- 1983–1990: Franz Heinrich Krey (CDU)
- 1990–1994: Wolfgang Lüder (FDP)
- 1994–2005: Hartmut Büttner (CDU)
- 2005–2009: Max Stadler (FDP)
- 2009–2013: Frank Hofmann (SPD)
- 2013–2018: Frank Tempel (Die Linke)
- 2018–2021: Jochen Haug (AfD)
- 2022–heute: Lars Castellucci (SPD)